# لقنوريات
اللقنوريات (الاسم العلمي: Lecanorales) هي رتبة من الفطريات تتبع الطبقة من طائفة اللقنورانية.

## التصنيف
- رتيبة اللقنوراويات
  - الفصيلة اللقنورية
    - جنس اللقنورة

  - الفصيلة المتكاورات
    - جنس المتكاورة